# Bököny
Bököny község Szabolcs-Szatmár-Bereg vármegyében, a Nagykállói járásban.

## Fekvése
A község Szabolcs-Szatmár-Bereg vármegye déli csücskében található, közvetlenül Hajdú-Bihar vármegye szomszédságában. A szomszédos települések: észak felől Érpatak, északkelet felől Geszteréd, dél felől Hajdúhadház, délnyugat felől Téglás, északnyugat felől pedig Újfehértó.

### Megközelítése
Csak közúton közelíthető meg, a Téglás és Balkány közt húzódó 4901-es úton. Az ország távolabbi részei felől a legcélszerűbb megközelítési útvonala a 4-es főút, amelyről téglási letéréssel érhető el.

## Nevének eredete
A település nevének eredetét kutatva a Földrajzi nevek etimológiai szótára szerint: „helység Szabolcs-Szatmár megyében Újfehértótól délkeletre”. Puszta személynévből keletkezett magyar névadással; Szabolcs-Szatmár megye történeti-etimológiai helységnévtára szerint az ómagyar Bökény~Bököny személynévből névadással, ennek eredete tisztázatlan. Stanislav a török Bök személynév magyar továbbképzése,- A földrajzi nevet, személynévi áttétel nélkül- a szlávból magyarázza.

## Története
Bököny nevét az oklevelek 1291-ben említik először. Ekkor a Gutkeled nemzetségbeli Pál bán itteni birtokrészeit a rokon Hodos ispánnak (comes) adta át.
1433-ban a Rakamazy család birtoka volt. 1465-ben a petri Ders család, 1488-ban a Parlaghy család kezében volt a település birtokjoga.
A község a török időkben teljesen elpusztult, de idővel újranépesült.
A 17-18. században a Bay családnak, Bay Istvánnak is volt itt birtoka.
A 19. század első felében több birtokosa is volt: gróf Erdődy, Gencsy, Jármy,
Beck, Olchváry, Kálmánchelyi, báró Meskó, Somosy, Finta, Osváth, Molnár, Péchy, és Tárkányi családok.
A 20. század elején a gróf Degenfeld család örököseinek és Hegyi Mihálynénak voit itt nagyobb birtoka.
Bököny-höz tartozott még Myske és Bóti puszta is.
Myskét már 1329 -ben említik az oklevelek Mixe és Myske néven.

## Közélete

### Polgármesterei
- 1990–1994: Jaksi József (FKgP)[4]
- 1994–1998: Jaksi József (FKgP)[5]
- 1998–2002: Jaksi József (FKgP-KDNP)[6]
- 2002–2006: Piskolczi Géza Péter (Fidesz)[7]
- 2006–2010: Piskolczi Géza Péter (független)[8]
- 2010–2014: Gyalogné Lovas Irén (független)[9]
- 2014–2019: Piskolczi Géza Péter (független)[10]
- 2019–2024: Piskolczi Géza (független)[11]
- 2024– : Papp Csaba (Fidesz-KDNP)[1]

## Népesség
A település népességének változása:
| Lakosok száma | 3221 | 3171 | 3118 | 2906 | 2941 | 2892 | 2837 |
|               | 2013 | 2014 | 2015 | 2021 | 2022 | 2023 | 2024 |

2001-ben a település lakosságának 95%-a magyar, 5%-a cigány nemzetiségűnek vallotta magát.
A 2011-es népszámlálás során a lakosok 94,4%-a magyarnak, 9,6% cigánynak, 0,3% németnek, 0,2% ukránnak mondta magát (5,6% nem nyilatkozott; a kettős identitások miatt a végösszeg nagyobb lehet 100%-nál). A vallási megoszlás a következő volt: római katolikus 24%, református 12,2%, görögkatolikus 46,9%, felekezeten kívüli 6,6% (9,5% nem válaszolt).
2022-ben a lakosság 94,2%-a vallotta magát magyarnak, 3,4% cigánynak, 0,4% németnek, 0,2% ukránnak, 0,1-0,1% szlováknak és románnak, 1,2% egyéb, nem hazai nemzetiségűnek (5,7% nem nyilatkozott; a kettős identitások miatt a végösszeg nagyobb lehet 100%-nál). Vallásuk szerint 16,4% volt római katolikus, 10% református, 38,2% görög katolikus, 0,9% egyéb keresztény, 5,2% felekezeten kívüli (29% nem válaszolt).

## Nevezetességei
- Görögkatolikus templom - A 19. század elején épült.
- Izraelita templom (már leégett)
- Római katolikus templom
- Evangélikus és református imaház - 1895-ben épült.
- Barota Mihály Általános Művelődési Központ
- József Attila Általános Iskola

- A település közelében, bár balkányi területen, Csiffytanya településrész közelében áll Magyarország egyik legöregebb mamutfenyője.[15]

## Testvértelepülései
- Gát, Ukrajna
- Battyán, Szlovákia